# Ton'a
Ton'a (頓阿?   1289-17 de abril de 1372), también conocido como Tonna, fue un monje budista y poeta japonés que vivió a finales de la era Kamakura y comienzos de la era Ashikaga. Su nombre secular fue Nikaidō Sadamune (二階堂貞宗?).
A edad temprana ingresó al monte Hiei y aprendió las enseñanzas de la secta Tendai-shu, y luego se trasladó al monte Kōya. A la edad de 20 años pasó a ser monje del templo Enryaku-ji, asociándose con la secta Ji-shū del monje Ippen. Inspirado por la poesía del monje Saigyō, se convirtió en discípulo del poeta Nijō Tameyo.
Escribió 44 poemas que fueron incluidos en la colección Shokusenzai Wakashū de la antología poética Nijūichidaishū.